# Злобин, Николай Дмитриевич
Николай Дмитриевич Злобин (род. 14 мая 1996, Лобня, Московская область) — российский футболист, защитник клуба «Астрахань».
Начинал заниматься футболом в СДЮШОР «Динамо» Москва. В апреле 2010 года перешёл в академию московского «Спартака», через три года оказался в казанском «Рубине». В 2013 году провёл 25 матчей в молодёжном первенстве. Первую половину 2014 года отыграл за любительскую команду «Долгопрудный»-2. В сезонах 2014/15 — 2018/19 играл в первенстве ПФЛ за «Томь-2» Томск (2014—2016) и «Сатурн» Раменское (2016—2019). Перед сезоном 2019/20 перешёл в фарм-клуб тульского «Арсенала» «Химик-Арсенал» из ПФЛ. В чемпионате России дебютировал 3 октября 2020 года в гостевом матче против «Тамбова» (1:1) — вышел на замену на 75-й минуте, на 89-й минуте получил жёлтую карточку.